# Rothemann
Rothemann ist der zweitgrößte Ortsteil der Großgemeinde Eichenzell im osthessischen Landkreis Fulda.

## Geographische Lage
Rothemann liegt in den Westausläufern der Rhön rund 3 km südsüdöstlich des Kernorts von Eichenzell zwischen Welkers im Nordnordosten, Döllbach im Südosten, Hattenhof im Westen und Kerzell im Nordwesten. Es befindet sich zwischen den Bergen und Erhebungen Steinhauk (367 m ü. NN) im Norden, Burghardser Kopf (435,8 m) im Ostsüdosten, Rippberg (484,5 m) im Südsüdwesten und Alter Turm (347,7 m) im Nordwesten. Durchflossen wird es vom Fliede-Zufluss Döllbach. Durch das Dorf verläuft die Bundesstraße 27 und nordöstlich führt die Bundesautobahn 7 vorbei.

## Geschichte

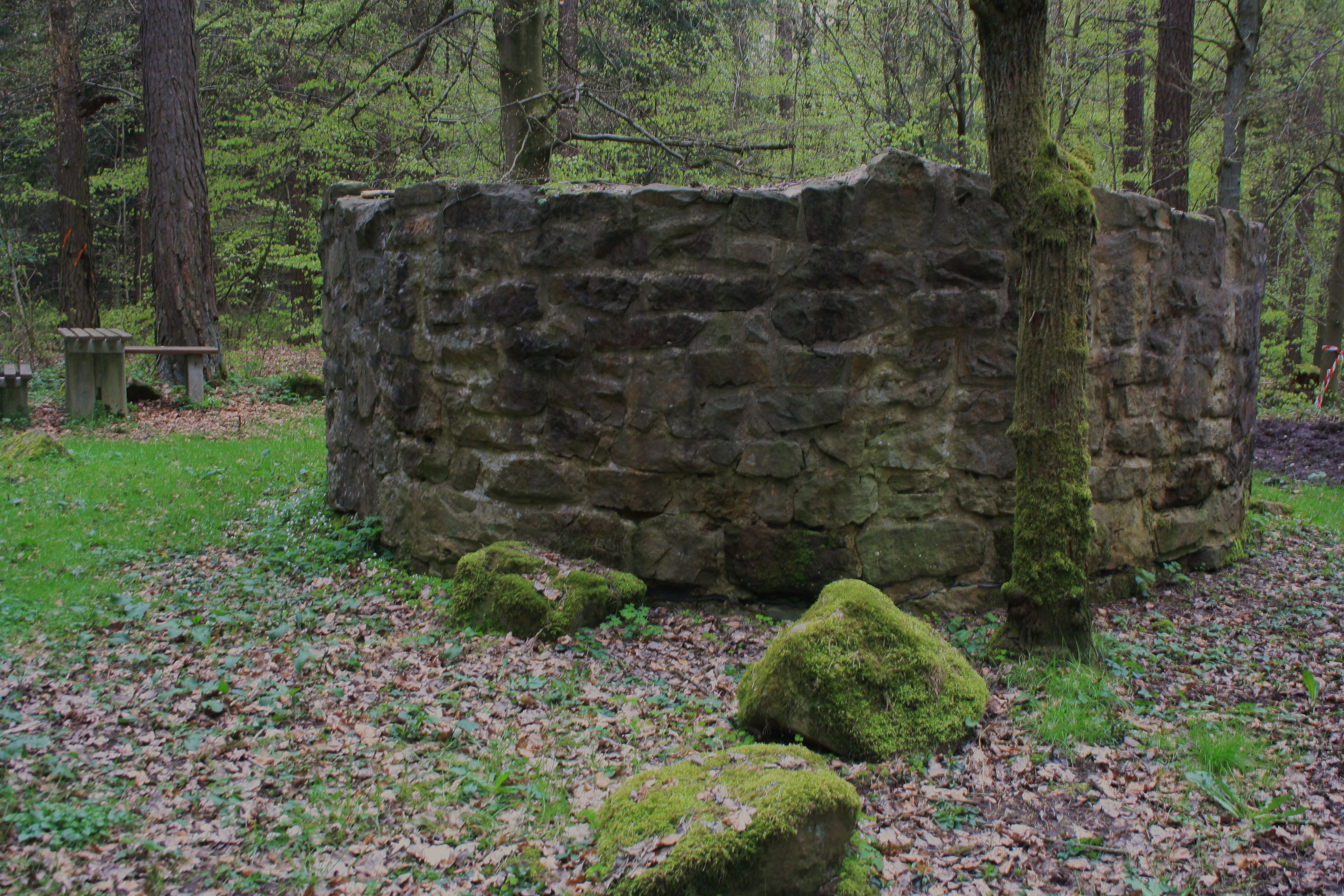
Alter Wartturm des Klosters Fulda bei Rothemann

### Ortsgeschichte
Die älteste bekannte schriftliche Erwähnung von Rothemann erfolgte unter dem Namen Rodenmannun  (= Niederlassung der rodenden Männer) im Jahr 1012.
Das Dorf zählte zu den Besitzungen des Reichsklosters Fulda. Ein Altar wird 1510 erwähnt. In 1594 und 1812 war es Tochterkirche von Hattenhof.
Zum 31. Dezember 1971 wurde die bis dahin selbständige Gemeinde Rothemann im Zuge der Gebietsreform auf freiwilliger Basis in die Gemeinde Eichenzell eingemeindet.
Für Rothemann wurde, wie für die übrigen Ortsteile von Eichenzell, ein Ortsbezirk eingerichtet.

### Verwaltungsgeschichte im Überblick
Die folgende Liste zeigt die Staaten und Verwaltungseinheiten, denen Rothemann angehört(e):
- vor 1803: Heiliges Römisches Reich, Hochstift Fulda, Centoberamt Fulda
- 1803–1806: Heiliges Römisches Reich, Fürstentum Nassau-Oranien-Fulda, Fürstentum Fulda, Johannesberg
- 1806–1810: Kaiserreich Frankreich, Fürstentum Fulda (Militärverwaltung)
- 1810–1813: Großherzogtum Frankfurt, Departement Fulda, Distrikt Johannesberg
- ab 1816: Kurfürstentum Hessen, Großherzogtum Fulda, Amt Neuhof[7]
- ab 1821/22: Kurfürstentum Hessen, Provinz Fulda, Kreis Fulda[8][Anm. 2]
- ab 1848: Kurfürstentum Hessen, Bezirk Fulda
- ab 1851: Kurfürstentum Hessen, Provinz Fulda, Kreis Fulda
- ab 1867: Königreich Preußen,[Anm. 3] Provinz Hessen-Nassau, Regierungsbezirk Kassel, Kreis Fulda
- ab 1871: Deutsches Reich, Königreich Preußen, Provinz Hessen-Nassau, Regierungsbezirk Kassel, Kreis Fulda
- ab 1918: Deutsches Reich, Freistaat Preußen, Provinz Hessen-Nassau, Regierungsbezirk Kassel, Kreis Fulda
- ab 1944: Deutsches Reich, Freistaat Preußen, Provinz Kurhessen, Landkreis Fulda
- ab 1945: Deutsches Reich, Amerikanische Besatzungszone,[Anm. 4] Groß-Hessen, Regierungsbezirk Kassel, Landkreis Fulda
- ab 1946: Deutsches Reich, Amerikanische Besatzungszone, Hessen, Regierungsbezirk Kassel, Landkreis Fulda
- ab 1949: Bundesrepublik Deutschland, Hessen, Regierungsbezirk Kassel, Landkreis Fulda
- ab 1972: Bundesrepublik Deutschland, Hessen, Regierungsbezirk Kassel, Landkreis Fulda, Gemeinde Eichenzell[Anm. 5]

## Bevölkerung

### Einwohnerentwicklung
| • 1812: | 42 Feuerstellen, 386 Seelen |

| Rothemann: Einwohnerzahlen von 1812 bis 2023 | Rothemann: Einwohnerzahlen von 1812 bis 2023 | Rothemann: Einwohnerzahlen von 1812 bis 2023 | Rothemann: Einwohnerzahlen von 1812 bis 2023 | Rothemann: Einwohnerzahlen von 1812 bis 2023 |
| --- | -------------------------------------------- | -------------------------------------------- | -------------------------------------------- | -------------------------------------------- |
| Jahr |                                              |                                              |                                              | Einwohner                                    |
| 1812 | 1812                                         |                                              | 386                                          | 386                                          |
| 1834 | 1834                                         |                                              | 527                                          | 527                                          |
| 1840 | 1840                                         |                                              | 488                                          | 488                                          |
| 1846 | 1846                                         |                                              | 482                                          | 482                                          |
| 1852 | 1852                                         |                                              | 476                                          | 476                                          |
| 1858 | 1858                                         |                                              | 508                                          | 508                                          |
| 1864 | 1864                                         |                                              | 508                                          | 508                                          |
| 1871 | 1871                                         |                                              | 484                                          | 484                                          |
| 1875 | 1875                                         |                                              | 490                                          | 490                                          |
| 1885 | 1885                                         |                                              | 471                                          | 471                                          |
| 1895 | 1895                                         |                                              | 424                                          | 424                                          |
| 1905 | 1905                                         |                                              | 420                                          | 420                                          |
| 1910 | 1910                                         |                                              | 465                                          | 465                                          |
| 1925 | 1925                                         |                                              | 481                                          | 481                                          |
| 1939 | 1939                                         |                                              | 561                                          | 561                                          |
| 1946 | 1946                                         |                                              | 706                                          | 706                                          |
| 1950 | 1950                                         |                                              | 730                                          | 730                                          |
| 1956 | 1956                                         |                                              | 723                                          | 723                                          |
| 1961 | 1961                                         |                                              | 779                                          | 779                                          |
| 1967 | 1967                                         |                                              | 893                                          | 893                                          |
| 1980 | 1980                                         |                                              | ?                                            | ?                                            |
| 1990 | 1990                                         |                                              | ?                                            | ?                                            |
| 1996 | 1996                                         |                                              | 1.344                                        | 1.344                                        |
| 2000 | 2000                                         |                                              | 1.439                                        | 1.439                                        |
| 2005 | 2005                                         |                                              | 1.536                                        | 1.536                                        |
| 2011 | 2011                                         |                                              | 1.464                                        | 1.464                                        |
| 2016 | 2016                                         |                                              | 1.400                                        | 1.400                                        |
| 2020 | 2020                                         |                                              | 1.433                                        | 1.433                                        |
| 2023 | 2023                                         |                                              | 1.463                                        | 1.463                                        |
| Datenquelle: Historisches Gemeindeverzeichnis für Hessen: Die Bevölkerung der Gemeinden 1834 bis 1967. Wiesbaden: Hessisches Statistisches Landesamt, 1968. Weitere Quellen: LAGIS; Gemeinde Eichenzell; Zensus 2011 |                                              |                                              |                                              |                                              |

### Einwohnerstruktur 2011
Nach den Erhebungen des Zensus 2011 lebten am Stichtag, dem 9. Mai 2011, in Rothemann 1464 Einwohner. Darunter waren 21 (1,4 %) Ausländer.
Nach dem Lebensalter waren 291 Einwohner unter 18 Jahren, 651 zwischen 18 und 49, 285 zwischen 50 und 64 und 234 Einwohner waren älter.
Die Einwohner lebten in 618 Haushalten. Davon waren 171 Singlehaushalte, 174 Paare ohne Kinder und 228 Paare mit Kindern, sowie 30 Alleinerziehende und 15 Wohngemeinschaften. In 114 Haushalten lebten ausschließlich Senioren und in 447 Haushaltungen lebten keine Senioren.

### Historische Religionszugehörigkeit
| • 1885: | ein evangelischer (= 0,21 %), 470 katholische (= 99,79 %) Einwohner |
| • 1961: | 43 evangelische (= 5,52 %), 736 katholische (= 94,48 %) Einwohner   |

## Politik
Für den Ortsteil Rothemann besteht ein Ortsbezirk (Gebiete der ehemaligen Gemeinde Rothemann) mit Ortsbeirat und Ortsvorsteher nach der Hessischen Gemeindeordnung.
Der Ortsbeirat besteht aus sieben Mitgliedern. Bei den Kommunalwahlen in Hessen 2021 betrug die Wahlbeteiligung zum Ortsbeirat 60,38 %. Dabei wurden gewählt: fünf Mitglieder der CDU und je ein Mitglied der „Christlichen Wähler-Einheit“ und der „Bürgerliste Eichenzell“. Der Ortsbeirat wählte Oskar Kanne (CDU) zum Ortsvorsteher.

## Infrastruktur
Im Ort gibt es unter anderem:
- eine katholische Pfarrkirche St. Barbara aus dem Jahre 1963
- einen Sportplatz, eine Gymnastikhalle und einen Bolzplatz
- mehrere Spielplätze
- einen historischen und einen neuen Dorfbrunnen
- den als Ruine erhaltenen historischen Wartturm „Alter Turm“
- ein Vereinshaus in der ehemaligen Schule
- ein Bürgerhaus
- einen Kindergarten
- ein Backhaus